# 李季 (翻译家)
李季（1892年—1967年），字懋猷，湖南平江人，中国共产党早期党员，马克思主义在中国的早期传播者之一，社会学家、翻译家。

## 生平
1915年，李季进入北京大学英文科学习。因为替辜鸿铭将一篇英文文章译为典雅的中文，李季获得辜鸿铭器重，在辜鸿铭指导下英语水平大进。1918年毕业时，李季已成为英语人才，但英语口语不标准。1919年五四运动后，“新思潮震荡全国，真有‘一日千里’之势。”李季受五四运动影响，挣脱“小我”，转而从国家和民族的命运“确定我的趋向”。当时他开始研究社会学。由于国内书刊无法提供足够知识，他直接阅读英文原著，“看了三四个月新思想的书”。该阶段社会主义思潮风行国际，李季开始翻译克卡朴（今译托马斯·柯卡普）的《社会主义史》（A History of Socialism）。面对老同学、新同事的怀疑，李季以“生活就是作工，作工就是奋斗”自勉，坚持翻译。两周后“各种困难，逐渐消灭，初稿已可应用，不必再易稿纸。”其间，李季还要从事教学管理工作，翻译只能作为“附属工作”，“然三个月之内，这部二十二万字的译品便告成功。”在这初次翻译中，李季还接受过蔡元培、胡适及留校任教的张申府等人的帮助。《社会主义史》由蔡元培作序，此序被“上海各学校并选为国文读本”。毛泽东在延安时期回忆称，自己在1920年读了三本书，包括《社会主义史》，“我才知道人类自有史以来就有阶级斗争，阶级斗争是社会发展的原动力，初步地得到认识问题的方法论。”1921年初，上海法租界曾查抄《社会主义史》。
在五四运动的推动下，李季的思想迅速左转，成为中国共产党上海发起组15位成员之一。在1921年中共一大召开前夕，李季忙于办理出国留学之事，1922年辗转进入德国法兰克福大学。1924年转入苏联莫斯科东方大学。回国后，李季进入武汉中央军事政治学校任社会学教授。翌年，迁居上海，靠写作为生。1929年，李季加入托派，次年退出，一心从事翻译和教学工作。
中华人民共和国成立后，李季、刘仁静于1950年12月21日在《人民日报》分别发表《李季的声明》、《刘仁静的声明》，对过去参加托派活动及脱党行为表示忏悔。此后，李季担任国家出版总署特约翻译，译出大量马克思主义理论著作，包括《马克思恩格斯通讯集》、《现代资本主义》等。
1967年，李季逝世。